# Championnat du Cameroun de football de deuxième division
Le championnat de football du Cameroun D2 (ou MTN Elite Two depuis 2007), a été créé en 1961.

## Palmarès

### De 1961 à 2009
- 1961-1985 : inconnu
- 1986 : Promus : Caïman de Douala, Diamant Yaounde et Colombe Sangmelima
- 1987-1989 : inconnu
- 1990 : Promus : Union Sportif Abong-Mbang, Maiscam Ngaoundéré, Vautour Dschang
- 1991 et 1992 : inconnu
- 1993 : Promus : Cotonsport Garoua, Ocean Kribi, Fovu Club Baham
- 1994 : Promus : PWD Bamenda, Stade Bandjoun, Fogape Yaoundé
- 1995 : Promus : Dynamo Douala, Kumbo Strikers, Olympic Maroua
- 1996 : Promus : Olympic Mvolyé, Avenir Douala, Victoria United, Union Abong-Mbang
- 1997 : Promus : Ports FC de Douala, Djerem de Bertoua, Sable de Batié.
- 1998 : Champion : Free Boys de Bamenda, promus : Aigle de Nkongsamba et Girondins de Ngaoundéré.
- 1999 : Promus : Espérance Guider, Caïman de Douala, Cintra Yaoundé
- 2000 : Champion : Dynamo Douala, autres promus : Unisport de Bafang et Mount Cameroon FC
- 2001 : Champion : Bamboutos, autres promus : ASMY et Victoria United de Limbé
- 2002 : Champion : PWD Social Club Bamenda, autres promus : Renaissance de Ngoumou et Caïman de Douala
- 2003 : Poule A : Botafogo AFC de Buéa, Espérance de Guider ; Poule B : Kadji Sports Academy de Douala, Université de Ngaoundéré
- 2004 : Poule A : Astres FC de Douala, Sahel FC de Maroua ; Poule B : Foudre d'Akonolinga, Aigle royal de la Menoua[1]
- 2005 : Interpoules, Zone A : Fédéral du Noun, Zone B : Impôts FC de Yaoundé[2].
- 2006 : University de Ngaoundéré, As Cetef de Douala et International Lion Ngoma
- 2007 : Tiko United, Unisport du Haut Nkam et Caïman de Douala[3],

En 2007, le tournoi inter-poules est remplacé par le Championnat national de 2e division, il prend le nom de MTN Elite Two. Le Championnat est constitué de trois zones de huit clubs. Zone I : Extrême Nord, Nord et Adamaoua. Zone II : Centre, Sud, Est et Ouest.Zone III : Littoral, Nord-Ouest et Sud-Ouest.
- 2007-2008 : Danay FC (Zone I), Panthère du Ndé (Zone II), AS Matelots (Zone III)
- 2008-2009 : Roumde Adija FC (Zone I), Renaissance de Ngoumou (Zone II), YSA Bamenda (Zone III)

### Depuis 2009
Un classement national est mis en place à partir de 2010.
| Édition | Saison    | Champion                        | Deuxième                  |
| ------- | --------- | ------------------------------- | ------------------------- |
|         | 2009-2010 | AS Lausanne Yaoundé             | Caïman de Douala          |
|         | 2010-2011 | CNIC UIC de Douala              | Njalla Quan Sport Academy |
|         | 2011-2012 | Tonnerre Kalara Club de Yaoundé | Douala Athletic Club      |
|         | 2013      | UMS de Loum                     | Sahel de Maroua           |
|         | 2014      | Dragon Club de Yaoundé          | Botafogo FC de Douala     |
|         | 2015      | Racing Club Bafoussam           | Aigle royal de La Menoua  |
|         | 2016      | Stade Renard de Melong          | Feutcheu FC               |
|         | 2017      | Yafoot FC                       | Fortuna de Mfou           |
|         | 2018      | Avion Academy                   | PWD Social Club Bamenda   |
|         | 2019      | Panthère du Ndé                 | Canon Sportif de Yaoundé  |
|         | 2019-2020 | Astres de Douala.               | Yaoundé II FC             |
|         | 2020-2021 | Racing Club Bafoussam.          | OFTA de Kribi             |
|         | 2021-2022 | Gazelle FA                      | Aigle royal               |
|         | 2022-2023 | Victoria United                 | Dynamo Douala             |
|         | 2023-2024 | Aigle Royal Moungo              | Panthère sportive du Ndé  |